# 法屬德克薩斯

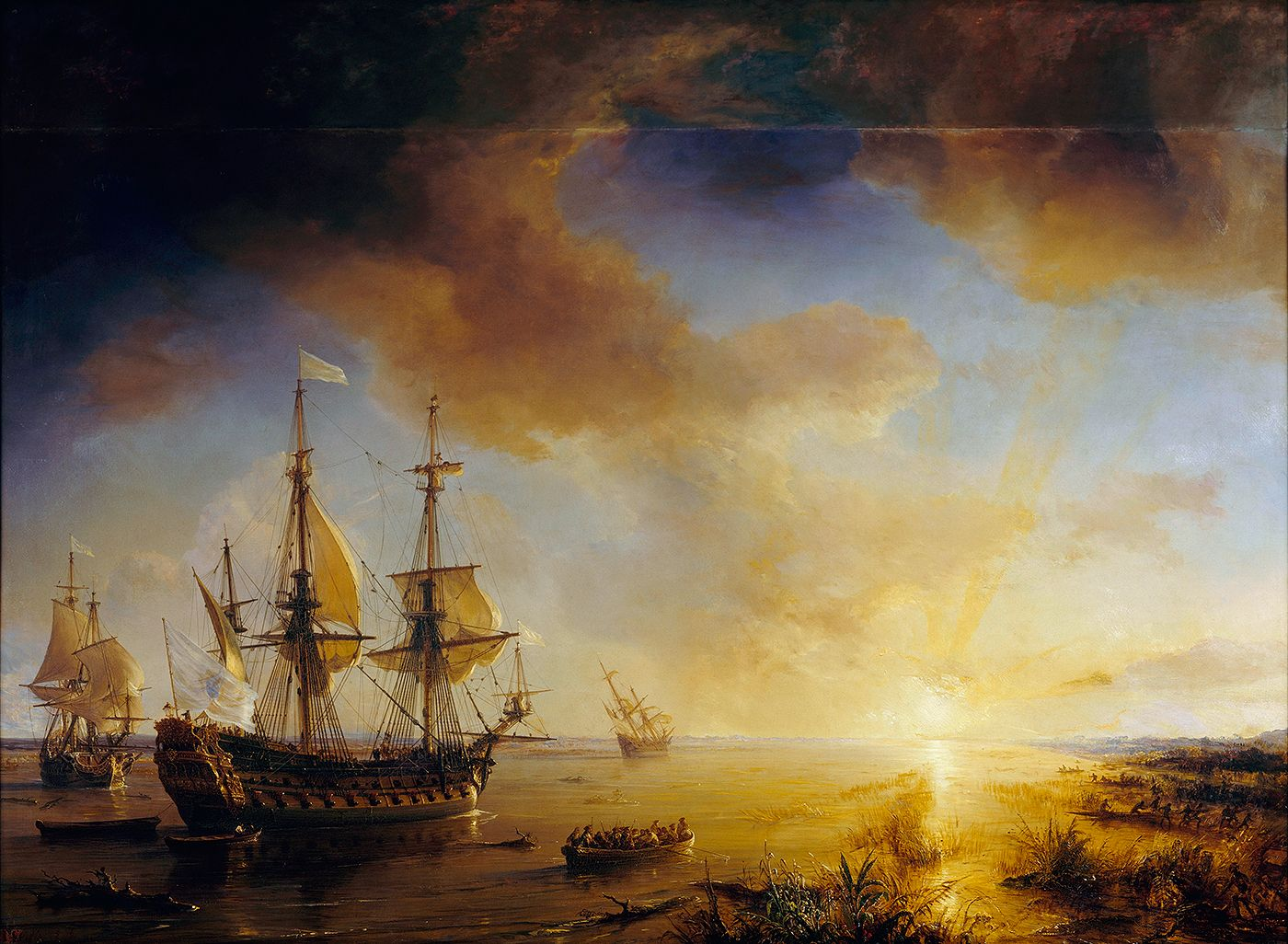
La Salle's Expedition to Louisiana in 1684, painted in 1844 by Theodore Gudin. La Belle is on the left, Le Joly is in the middle, and L'Aimable is grounded in the distance, right.

法屬德克薩斯起源於聖路易斯堡，位於今天的德克薩斯州南部。在1685年，法國探險家勒內-羅貝爾·卡弗利耶·德·拉薩勒在馬塔戈達灣附近建立了據點。他最初的目的是在密西西比河河口建立一個殖民地，但是地圖和導航的錯誤使他在真正的河口以西400英里（640）處的德克薩斯海岸拋錨。這個殖民地持續到了1688年。

## 西班牙人的回應
1686年之前，拉薩勒的使命都是祕密的，直到他的前探險隊員丹尼斯·托馬斯在聖多明各被控海盜而被捕。爲了減輕罪行，丹尼斯在監獄中交待了拉薩勒的殖民地，以及最終征服西班牙銀礦的計劃。儘管他交待了這些計劃，他最終還是被處以絞刑。

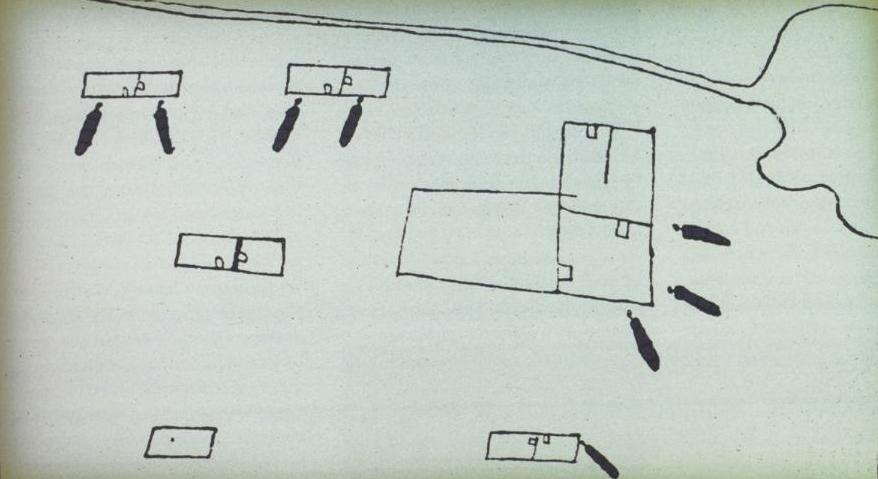
西班牙人在1689年繪製的聖路易斯堡的地圖。

西班牙征服意識到這是一個對其礦脈和貿易路線的威脅，國王卡洛斯二世的戰爭委員會認爲「西班牙需要迅速行動以消除這個深入美洲心臟的刺，越拖延越難以達成。」西班牙人並不知道拉薩勒在何處，於是在1686年他們派出了一支海上探險隊和兩支陸上探險隊去尋找法國殖民地。儘管他們最終沒有找到拉薩勒，但是他們確定了殖民地在格蘭德河和密西西比河之間。
在1688年，西班牙人再次派出了三個探險隊，其中一個陸上探險隊，由阿隆索·德·萊昂領導，發現了法國殖民地逃兵Jean Gery。利用他，探險隊最終在1689年4月找到了聖路易斯堡的廢墟。數月前城堡遭遇了印第安人的攻擊。西班牙人後來在原址修建了新的堡壘。

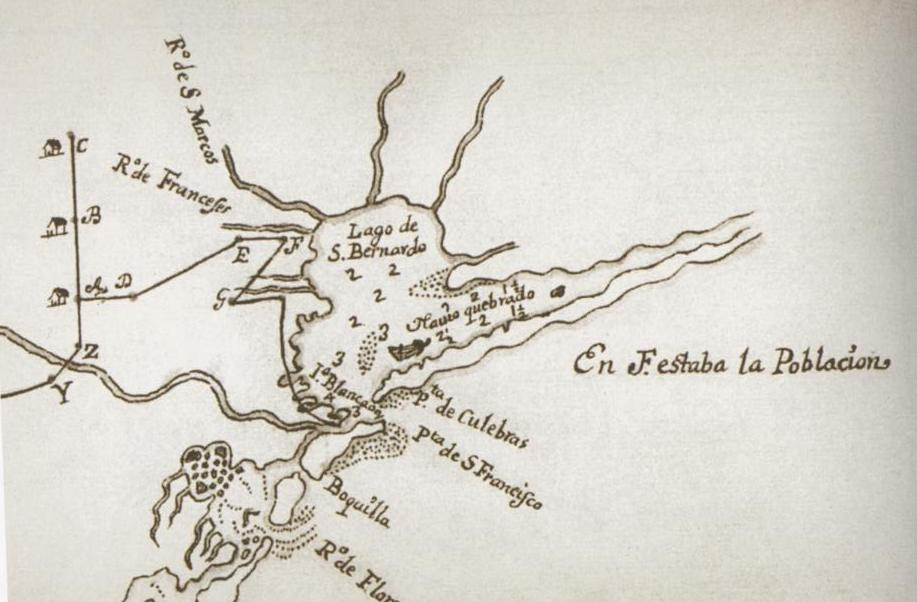
Carlos de Sigüenza y Góngora

繪製了馬塔戈達灣的地圖（西班牙人稱爲聖伯納多灣），基於阿隆索·德·萊昂的探險手稿。
法國一直到1762年11月3日之前都沒有放棄對德克薩斯的聲索權。七年戰爭後法國把新法蘭西割讓給了英國。

## 另見
- 西屬德克薩斯